# 伯恩附近布雷姆加滕

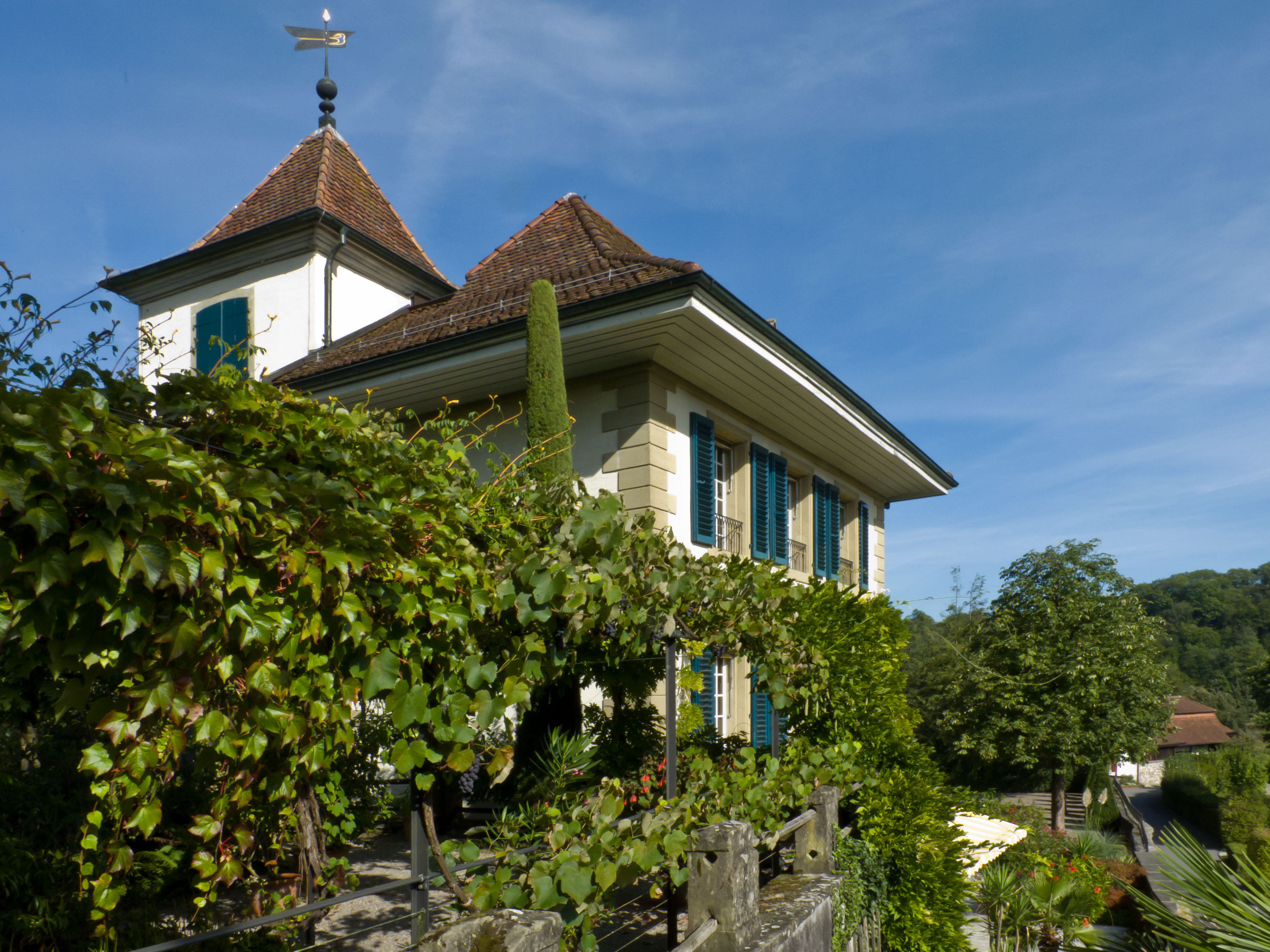

伯恩附近布雷姆加滕（德語：Bremgarten bei Bern）是瑞士的城鎮，位於該國中部，由伯恩州負責管轄，面積1.91平方公里，海拔高度490米，2011年人口4,224，六成半人口信奉基督教，人口密度每平方公里2212人。